# Banyut
El banyut o bavosa banyuda (Parablennius tentacularis) és una espècie de peix de la família dels blènnids i de l'ordre dels perciformes.

## Morfologia
- Els mascles poden assolir els 15 cm de longitud total.
- El cos, sense escames, és allargat amb la part anterior més alta que la posterior.
- El cap és gros i una mica ample.
- És semblant al gall faver (Parablennius tentacularis) però se'n diferencia, entre altres característiques, en què el banyut té els tentacles supraorbitaris consistent en un eix gruixat del qual surten nombroses ramificacions, però només a la part posterior.
- Els tentacles assoleixen una mida major en els mascles.
- La pell és mucosa.
- L'aleta dorsal manté la mateixa altura en tots els radis. Les pectorals es troben per darrere de les pèlviques.
- És de color marró amb taques clares i fosques i amb 8-9 bandes transversals de color marró negre. A la base de l'inici de la dorsal el mascle té un ocel de color verd envoltat de groc i la femella en té dos.[2][3]

## Reproducció
És ovípar, nidificant i es reprodueix durant la primavera. Els ous són demersals i adhesius. Els mascles vigilen la posta.

## Alimentació
Menja algues, crustacis i poliquets.

## Hàbitat
És bentònic i apareix en zones sorrenques i a costes rocalloses entre els 5 i els 30 m de fondària. Pot aparèixer també a fons detrítics i coral·lígens.

## Distribució geogràfica
Es troba des de la península Ibèrica i el Marroc fins a Guinea (incloent-hi les Illes Canàries). També a la Mediterrània (llevat de Síria, el Líban, Israel i Egipte), al Mar de Màrmara i a la mar Negra.